# Legião Branca (Geórgia)
Legião Branca (em georgiano:  თეთრი ლეგიონი, t'et'ri legioni) foi um grupo guerrilheiro formado por georgianos étnicos que permaneceram na Abecásia após a derrota georgiana na Guerra da Abecásia de 1992-1993.
De acordo com Zoza Samushia, o grupo foi fundado em 1997. Operavam principalmente na área de Gali, e suas atividades envolviam banditismo ou guerrilha, o que levou a ser acusado de contrabando pelas próprias autoridades georgianas. Tinham como alvo as forças de paz russas na área.
Este grupo, juntamente com outro grupo guerrilheiro chamado Irmãos das Florestas, continuou uma guerra de baixa intensidade no interior da Abecásia ao longo da linha de cessar-fogo no final da década de 1990 e início dos 2000.
O governo georgiano foi acusado de organizar, treinar e financiar esses grupos guerrilheiros, o qual negou. Nenhuma investigação foi realizada para esclarecer essa relação, embora tenha havido depoimentos que afirmaram que esses grupos guerrilheiros circulavam livremente na área de a cidade de Zugdidi, com o conhecimento das autoridades locais e seu líder entrevistado pela BBC em Tiblíssi.
A Legião Branca era liderada por Zurab Samushia (ou Zoza Samuchia) e um de seus comandantes proeminentes era Ramin Gogojia.  Essa organização foi responsabilizada pela "execução" de 47 membros das tropas de manutenção da paz da CEI.